# Blaveta nívia
La blaveta nívia (Polyommatus nivescens) és una espècie de lepidòpter papilionoïdeu de la família dels licènids (Lycaenidae) present als Països Catalans. Un dels principals perills per l'espècie és el canvi climàtic.

## Distribució
Endemisme ibèric. Es troba a la meitat oriental d'Espanya, des d'Andalusia fins als Pirineus en poblacions molt locals.

## Hàbitat
Terrenys rocosos calcaris, càlids i secs. L'eruga s'alimenta de vulnerària (Anthyllis vulneraria).

## Període de vol
Entre finals de maig i començaments d'agost en emergència prolongada. Hiberna com a larva jove.

## Comportament
Les erugues són ateses per formigues de l'espècie Tapinoma nigerrimum.